# UFC Fight Night: Nogueira vs. Davis
UFC Fight Night: Nogueira vs. Davis (también conocido como UFC Fight Night 24) fue un evento de artes marciales mixtas celebrado por Ultimate Fighting Championship el 26 de marzo de 2011 en el KeyArena, en Seattle, Whashington.

## Historia
El 19 de febrero de 2011, Dana White alertó a los seguidores en Twitter que Tito Ortiz tuvo que retirarse de su pelea con Antônio Rogério Nogueira, después de recibir un severo corte en la frente, y sería reemplazado por Phil Davis.
El 5 de marzo, Duane Ludwig fue obligado a salir de su pelea con Amir Sadollah por una lesión. James Wilks fue nombrado como su reemplazo. Wilks luego se lesionó, y se vio obligado a retirarse de la pelea. DaMarques Johnson fue el reemplazo. También el 5 de marzo, Dennis Hallman sufrió una lesión en la rodilla en un entrenamiento y fue forzado a salir de su pelea contra TJ Waldburger. Johny Hendricks entró como reemplazo de Hallman.
El 16 de marzo, Nick Pace fue obligado a salir de su pelea contra Michael McDonald debido a una lesión. El recién llegado a la promoción Edwin Figueroa intervino en su reemplazo.
También el 16 de marzo, una fractura en el pie forzó a Nam Phan de su revancha con Leonard García y fue reemplazado por Chan-Sung Jung creando una revancha de su pelea de la función de la noche en WEC 48, que terminó en una polémica decisión para García.
La UFC anunció a través de su cuenta oficial de Twitter que cinco combates preliminares se retransmitirían en Facebook.

## Premios extra
Cada peleador recibió un bono de $55,000.
- Pelea de la Noche: Michael McDonald vs. Edwin Figueroa
- KO de la Noche: Johny Hendricks
- Sumisión de la Noche: Chan-Sung Jung